# 박정훈 (1988년)
박정훈(朴正勳, 1988년 6월 28일 ~ )은 대한민국의 전직 프로 축구 선수이다. 현역 포지션은 공격수였다.

## 클럽 경력
박정훈은 고려대학교 4년을 끝마치고 2011 K리그 드래프트에서 전북 현대 모터스에 1순위로 지목되어 입단하였다. 2011년 4월 6일, 세레소 오사카와의 챔피언스리그 조별 리그 경기에서 데뷔전을 치렀다. 2011년 6월 29일, 울산 현대와의 리그 컵 8강전 경기에서 전반 20분 팀의 선제골이자 자신의 프로 데뷔골을 터뜨렸다. 그러나 전북 현대 모터스는 1-4로 패배하고 말았다.
2011시즌 종료 후, 전남으로 이적하였다. 전남 입단 후 장기간 부상을 당해 전력에서 이탈했다. 결국 전남은 강원의 요청으로 6개월 임대를 보냈고 2012년 7월 25일, 포항 전에서 후반 교체투입되어 결승골을 터뜨렸다. 이 골은 자신의 프로 데뷔 두 번째 골이었다. 골을 성공시킨 후, 세레머니를 펼치다 팀 동료인 웨슬리가 너무 강하게 누른 탓에 근육 부상을 당해버렸고 결국 교체아웃되었다. 그리고 부상으로 그대로 시즌아웃을 당하고 말았다. 이후 다른 잔부상과 함께 재활에만 상당한 시간을 보냈고 전남으로 복귀한 후 경기력 회복 차원에서 대학교 시절 그를 지도했던 조민국 감독이 이끌고 있는 미포조선으로 다시 한 번 임대 이적을 하였다.
미포조선에서 챔피언결정전까지 출전하며 경기 감각을 끌어올린 후 임대기간을 마친 박정훈은 최진한 감독의 부름을 받아 부천 FC에 입단하였다.
그렇게 2014년 후반기를 부천에서 보낸 박정훈은 2015년을 맞이하는 겨울이적시장에서 고양 Hi FC로 이적하였다.